# Algemeen Nederlandsch Beheer van Onroerende Goederen
Het Algemeen Nederlandsch Beheer van Onroerende Goederen (A.N.B.O.) was een organisatie die zich tijdens de Tweede Wereldoorlog bezig hield met het beheer en de verkoop van geroofd vastgoed toebehorende aan Joden. De organisatie werd voor dit doel in december 1941 opgericht door de Haagse makelaar Dirk Hidde de Vries.  Het A.N.B.O. wordt samen met Administratiekantoor Nobiscum gezien als de grootste spelers in de onteigening van Joods vastgoed in de Tweede Wereldoorlog.

## Geschiedenis
In 1940 werd verordening 189 uitgevaardigd met als doel de ‘verwijdering van de Joden uit het bedrijfsleven’. Bedrijven die in handen waren van Joden moesten verkocht worden aan een niet-Joodse eigenaar of worden geliquideerd. Deze maatregel werd in juni 1941 uitgebreid met de verplichte verkoop van landbouwgronden aan niet-Joden en in 1941 middels verordening 154/1941 met het aanmelden van 'overig grondbezit'. Dit 'grondbezit', waaronder zowel stukken grond als hypotheken vielen, moest aangemeld worden bij de NGV: ‘Niederländische Grundstücksverwaltung’ (Nederlandsche Administratie van Onroerend Goed).   Huurders van panden die toebehoorden aan Joden moesten vanaf dat moment de huur storten op de rekening van de beheerders. De beheerders kregen hierover 3% provisie. Het geld werd vervolgens overgeschreven naar de Vermögensverwaltungs- und Rentenanstalt (VVRA) en vanaf daar naar de roofbank Lippmann, Rosenthal & Co. Er werden ongeveer 20.000 percelen aangemeld bij de NGV.
De NGV verdeelde Nederland in vijf ‘Hauptverwaltungsbezirke’ (administratieve districten):  Amsterdam, Arnhem, Den Haag, Eindhoven en Groningen. Deze districten werden geleid door officieel beëdigde ‘Verwalters’ (beheerders). De beheerders waren nationaalsocialistisch-gezinde makelaars die meestal lid waren van de Nationaal-Socialistische Beweging. Zij hielden zich onder andere bezig met het innen van huren, het verzorgen van verzekeringen en hypotheken en de verkoop van de panden. Makelaar Dirk Hidde de Vries, gezeteld in Den Haag, richtte hiervoor op 6 december 1941 het A.N.B.O. op. Vanaf februari 1942 kreeg hij officieel toestemming van waarnemend hoofd van de NGV Schneider-Arnoldi om zich bezig te houden met het beheer van Joods bezit. Het kantoor bevond zich aan de Beeklaan 415 in Den Haag. 
In de districten Arnhem, Eindhoven en Groningen kregen de beheerders Ben Claase, Gustaaf de Pauw en Koeno Hamminga te maken met weerstand van de lokale bevolking. Om die reden werd De Vries door hen gevraagd een ‘werkgemeenschap’ te vormen. Vanaf dat moment opereerden de makelaars in bijkantoren door heel Nederland onder de naam A.N.B.O., in combinatie met de plaatsnaam of hun bedrijfs- of familienaam. Walther Münster, hoofd van de NGV, was aanvankelijk tegen de oprichting van de werkgemeenschap omdat De Vries hiermee een sleutelpositie verwierf. Uiteindelijk werd het bestaan van de werkgemeenschap toegestaan. 
| A.N.B.O. kantoor        | Adres                   | Beheerder(s)                                  |
| ----------------------- | ----------------------- | --------------------------------------------- |
| Almelo                  | Grotestraat 156         | Jacobus Pijpe                                 |
| Arnhem                  | Jansbinnensingel 2      | Ben Claase Jan Maters                         |
| Den Bosch               | Oude Dieze 7            | Lambert van den Bouwhuysen mr. Jos van Besouw |
| Den Haag (hoofdkantoor) | Beeklaan 415            | Dirk Hidde de Vries                           |
| Groningen               | Oude Boteringestraat 37 | Koeno Hamminga                                |
| Haarlem                 | Parklaan 14A            | Jan Overbeeke                                 |
| Leiden                  | Zoeterwoudsesingel 10   |                                               |
| Maastricht              | Scharnerweg 85          | Gustaaf de Pauw                               |
| Rotterdam               |                         |                                               |
| Utrecht                 | Mariaplaats 21          |                                               |

## Verkoop van Joodse eigendommen
De te verkopen panden werden geregistreerd in Verkaufsbücher waarin de oorspronkelijke eigenaar, de verkopende makelaar, de notaris, het verkoopbedrag en de koper vermeld staan. De panden werden meestal te laag getaxeerd, gedeeltelijk gefinancierd met zwart geld en met hoge winsten verkocht. Doordat de panden onteigend waren, kregen de oorspronkelijke eigenaren geen enkel deel van de opbrengst. De panden werden via Arische tussenhandelaren, veelal werkzaam voor het A.N.B.O., op persoonlijke titel verkocht om op die manier te verhullen dat deze panden oorspronkelijk in bezit waren geweest van Joden. De panden werden door deze stromannen voor 75% van de taxatiewaarde gekocht en vervolgens aan de maximumprijs doorverkocht aan derden. Op deze manier kon er zo veel mogelijk winst gemaakt worden. 

## Cijfers
In Groningen was het A.N.B.O. als verkopende partij betrokken bij 856 transacties. Bij 87 van deze transacties staat de Groningse A.N.B.O.-directeur Koeno Hamminga vermeld als verkopende beheerder.  In Arnhem en omstreken was de regionale A.N.B.O.-directeur Ben Claase betrokken bij de verkoop van 456 panden.  Geschat wordt dat in het arrondissement Den Haag (oude rechterlijke indeling in 19 arrondissementen) ongeveer 1400 panden zijn verkocht. Dit cijfer bevat echter zowel de verkoop door het A.N.B.O. als door de organisatie Nobiscum. Daarnaast zijn er ook een heel aantal panden om diverse redenen niet verkocht en bleven deze in bezit van het A.N.B.O.  Tijdens een rechtszaak in 1949 bekende De Vries dat het A.N.B.O. tijdens de oorlog voor zo'n 400 miljoen gulden aan Joods bezit had beheerd. 

## Rechtsherstel
In de jaren '90 van de twintigste eeuw werd er door de Commissie-Van Kemenade geschat dat de totale waarde van het geroofde onroerend goed zo'n 179 miljoen gulden betrof. Landbouwgronden en onroerend goed die aan bedrijven toebehoorden waren hier niet meegerekend. Door rechtsherstel en minnelijke schikking werd er 171.9 miljoen gulden gerestitueerd. De winst die gemaakt werd tijdens de oorlog met de handel in onteigende woningen werd overgemaakt naar roofbank Lippmann, Rosenthal & Co. Het totaalbedrag kwam neer op ruim 44,5 miljoen gulden.